# Liste der Baudenkmale in Roggentin (bei Rostock)
In der Liste der Baudenkmale in Roggentin sind alle Baudenkmale der Gemeinde Roggentin (Landkreis Rostock) und ihrer Ortsteile aufgelistet (Stand 10. Februar 2021).

## Kösterbeck
| ID  | Lage               | Bezeichnung | Beschreibung | Bild |
| --- | ------------------ | ----------- | ------------ | ---- |
| 742 | Im Grund 6 (Karte) | Wohnhaus    |              |      |

## Quelle
Denkmalliste des Landkreises Rostock A ‐ Z (Stand: 10. Februar 2021; PDF, 497 KB)
- Karte mit allen Koordinaten:
- OSM |
- WikiMap